# James Mattis
James Norman Mattis (Pullman, 8 settembre 1950) è un generale e politico statunitense.
Dopo una brillante carriera nel Corpo dei Marine degli Stati Uniti, culminata con il comando dello United States Central Command (che prevede la responsabilità strategica di tutto il teatro medio-orientale, compresa la conduzione delle operazioni militari in Iraq ed Afghanistan), dal 2017 al 2019 ha ricoperto la carica di segretario della difesa degli Stati Uniti d'America nell'amministrazione del presidente Donald Trump. Si è dimesso per divergenze politiche con Trump ed è in seguito tornato in servizio nei Marines.

## Biografia
Nato l'8 settembre 1950 a Pullman, Washington, si è diplomato presso la Columbia High School di Richland nel 1968. Entrato nel Corpo dei Marine nel 1969, ha poi conseguito un diploma in storia presso la Central Washington University nel 1971 e un master in questioni di sicurezza internazionale dal National War College della National Defense University nel 1994.

## Carriera militare
Ha comandato la Marine Expeditionary Force, il United States Marine Forces Central Command, e la 1st Marine Division durante la guerra in Iraq. Dal 2007 al 2009 è stato nominato comandante del NATO Supreme Allied Command Transformation e, contemporaneamente, fino all'agosto 2010 ha comandato lo United States Joint Forces Command. Dall'11 agosto 2010, ha sostituito David Petraeus dopo essersi dimesso dalla carica di segretario della difesa è ritornato in servizio nel 2018.

## Segretario alla difesa
Il 1º dicembre 2016, viene annunciato che il presidente eletto Donald Trump lo ha scelto come segretario alla difesa. Essendosi ritirato da meno di 7 anni dal servizio militare attivo, è stato necessario approvare una deroga speciale alla legge vigente per potergli consentire di ricoprire l'incarico, così come avvenne nel 1950 col generale Marshall, scelto da Harry Truman.
Durante la seduta al Congresso, interrogato dalla senatrice Kirsten Gillibrand, gli viene chiesto un parere riguardo alla presenza di soldati LGBT all'interno dell'Esercito, ed il generale così le risponde: "Francamente, senatrice, non m'importa di quello che due adulti consenzienti fanno nel letto. A me interessa che siano pronti a combattere per opporsi al nemico." Fra molte altre frasi celebri quella che lo lega al complesso militare-industriale e politico: Ci sono persone che credono che tu debba odiare qualcuno per ucciderlo. Non credo che sia così per voi. È semplicemente business.
Al termine delle audizioni, il 20 gennaio 2017, Mattis è stato ufficialmente confermato dal Senato con 98 voti favorevoli e un voto contrario.
Il 20 dicembre 2018 ha rassegnato le dimissioni dopo aver mostrato la sua contrarietà per la decisione del presidente Trump di ritirare le truppe americane in Siria. Tali dimissioni, inizialmente programmate il 28 febbraio 2019, sono state rese effettive il 31 dicembre 2018.
In seguito ha criticato apertamente le decisioni prese dalla Casa Bianca. Commentando la sua gestione delle proteste di maggio e giugno 2020, ha detto: "Nella mia vita, Donald Trump è il primo presidente che non cerca di riunire gli americani, che non finge nemmeno di provarci. Invece, sta cercando di dividerci. (...) Stiamo pagando le conseguenze di tre anni senza adulti al comando". Donald Trump ha reagito chiamandolo "il generale più sopravvalutato del mondo" e un "cane pazzo ".

## Vita privata
Scapolo per tutta la sua carriera professionale, Mattis ha sposato il fisico e dirigente d'azienda Christina Lomasney nel giugno 2022. Non ha figli. In precedenza era fidanzato con una donna, ma lei ha annullato il matrimonio tre giorni prima che si svolgesse, dopo che i colleghi lo avevano convinto a non lasciare il Corpo dei Marines per lei.
Fu soprannominato "il monaco guerriero" a causa del suo celibato e della sua devozione per tutta la vita allo studio della guerra. Accanito lettore, ha 7.000 libri nella sua biblioteca privata,e ha raccomandato le Meditazioni di Marco Aurelio come l'unico libro che ogni americano dovrebbe leggere. Mattis è cattolico ed è stato descritto come "devoto" e "impegnato". Durante l'invasione dell'Iraq del 2003, pregava spesso con il generale John F. Kelly la domenica. La biografia formale di Mattis del team di transizione di Trump lo ha descritto come "l'incarnazione vivente del motto del Corpo dei Marines, Semper Fidelis". Ha rifiutato quando i giornalisti gli hanno chiesto di discutere la sua fede in pubblico. Mattis è stato inserito nella Società "Figli della rivoluzione americana" il 13 luglio 2021.